# Thermocline
 (janvier 2013).
Si vous disposez d'ouvrages ou d'articles de référence ou si vous connaissez des sites web de qualité traitant du thème abordé ici, merci de compléter l'article en donnant les références utiles à sa vérifiabilité et en les liant à la section « Notes et références ».

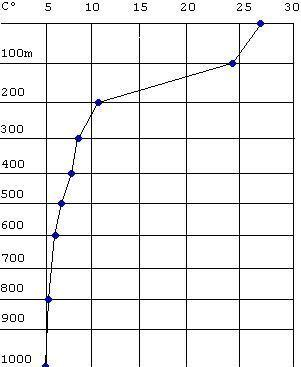
Graphique montrant la thermocline d'un océan tropical (profondeur vs. température). Noter la transition rapide entre 100 et 200 mètres.

La thermocline est la zone de transition thermique rapide entre les eaux superficielles de l'océan (généralement plus chaudes et oxygénées) et les eaux profondes (généralement plus froides et  anoxiques et parfois plus salées). 
Pour la faune, quand elle est très marquée, la thermocline peut être un écotone, voire jouer le rôle d'une véritable barrière, surtout si elle est associée à une différence forte de salinité, ou à une chute d'oxygène (d'un côté ou de l'autre de la thermocline).
La zone située au-dessus de la thermocline est appelée épilimnion, et celle située dessous est dite hypolimnion. En milieu eutrophe, l'hypolimnion peut être appauvri en oxygène, voire anoxique, avec alors l’éventuelle apparition de zone morte.

## Mécanisme
Dans les mers et océans, presque tous les rayons du soleil frappant la surface sont absorbés par la couche d'eau superficielle qui se réchauffe alors. Cette couche de mélange en interaction avec l'atmosphère est la version océanique de la couche de mélange atmosphérique.
Le vent et les vagues font circuler cette eau, distribuant la chaleur de manière à peu près uniforme sur les premières dizaines de mètres de profondeur.
Localement le zooplancton - quand il est assez abondant -  contribue aussi au mélange des couches de température ou salinité légèrement différente, par ses migrations verticales qui se font de manière nycthémérale.
Si les mouvements de convection ou de brassage sont faibles, la couche supérieure, moins dense et plus chaude, flotte littéralement sur la couche froide sous-jacente.
Plus en profondeur, sous cette couche, la température chute très rapidement, d'environ 20 °C en général.
C'est la fine couche de transition entre les deux que l'on appelle « thermocline ».

Sous la thermocline, la température continue de chuter avec la profondeur mais de manière beaucoup moins prononcée.

Dans les océans, 90 % de l'eau qui se situe au-dessous de cette thermocline a une température comprise entre 0 et 3 °C. Les premières mesures précises à l'échelle planétaire ont été réalisées lors de l'expédition océanographique du H.M.S. Challenger.
Les plongeurs peuvent également sentir une thermocline de quelques degrés sur les premiers mètres d'eau, principalement en été.
Dans le domaine militaire, tout comme une halocline, une thermocline est très utile. En effet, les changements de températures entraînent des changements de masse volumique et par conséquent modifient les propriétés de transmission des ondes sonores, créant éventuellement des réfractions et des réflexions. Ainsi les sous-marins l'utilisent pour obtenir un avantage stratégique en la traversant pour se dissimuler, en général après avoir repéré une cible. Ainsi ils peuvent être moins détectables ou tromper l'ennemi en lui faisant croire qu'ils sont à un autre endroit.

## Enlacet enétang
Il existe aussi une thermocline, appelé métalimnion, qui se comporte assez différemment de la version maritime, avec deux fois par an, une inversion de couche entre niveau profond et niveau superficiel. Des micros-courants font couler la couche superficielle au printemps et au début de l'hiver, permettant la survie des poissons près du fond (eau plus fraîche et mieux oxygénée en été, et plus tempérée en hiver).